# Kanton Saint-Junien-Ouest
Kanton Saint-Junien-Ouest is een voormalig kanton van het Franse departement Haute-Vienne. Kanton Saint-Junien-Ouest maakte deel uit van het arrondissement Rochechouart. Het werd opgeheven bij decreet van 20 februari 2014, met uitwerking op 22 maart 2015.

## Gemeenten
Het kanton Saint-Junien-Ouest omvatte de volgende gemeenten:
- Chaillac-sur-Vienne
- Saillat-sur-Vienne
- Saint-Junien (deels, hoofdplaats)